# Soko 522
Die Soko 522 war ein zweisitziges Schulflugzeug des jugoslawischen Herstellers Soko.

## Geschichte und Konstruktion
Die Soko 522 war ein Tiefdecker in Ganzmetallbauweise mit einem einziehbaren Spornradfahrwerk. Sie wurde von den jugoslawischen Ingenieuren Sostaric, Marjanovic und Curcic bei Ikarus entworfen, um die Utva 213 Vihor zu ersetzen. Das Flugzeug besaß ein zweisitziges Cockpit mit geschlossener Kabine und hintereinander angeordneten Sitzen. Es wurde von einem Pratt & Whitney R-1340-AN-1 Sternmotor angetrieben.
Nachdem die beiden Prototypen flogen, wurde die Serienproduktion der Flugzeugfabrik von Soko übertragen. Bis 1961 wurden 110 Flugzeuge produziert. Es wurde als Anfängerschulflugzeug für die jugoslawische Luftwaffe eingesetzt und erst 1978 außer Dienst gestellt.

## Militärische Nutzer
- Jugoslawien

## Technische Daten

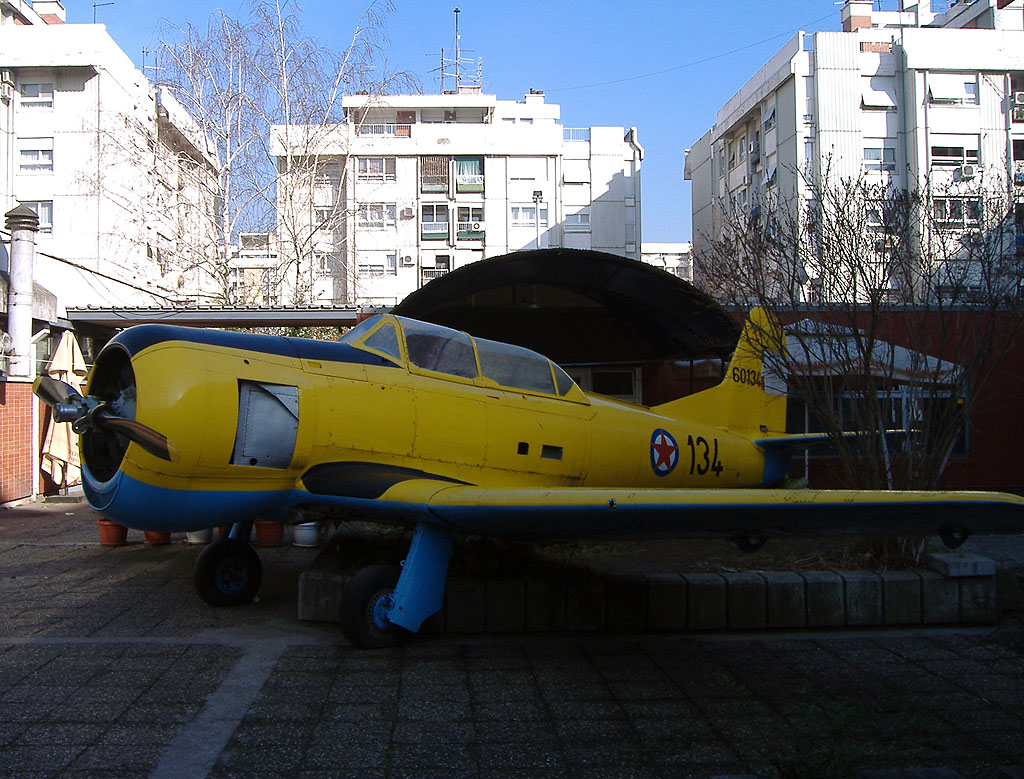
Soko 522

| Kenngröße             | Daten                                                                   |
| --------------------- | ----------------------------------------------------------------------- |
| Besatzung             | 2                                                                       |
| Länge                 | 9,20 m                                                                  |
| Spannweite            | 11 m                                                                    |
| Höhe                  | 3,58 m                                                                  |
| Flügelfläche          | 17,98 m²                                                                |
| Flügelstreckung       | 6,7                                                                     |
| Leermasse             | 2012 kg                                                                 |
| max. Startmasse       | 2587 kg                                                                 |
| Höchstgeschwindigkeit | 333 km/h                                                                |
| Dienstgipfelhöhe      | 5070 m                                                                  |
| Reichweite            | 605 km                                                                  |
| Triebwerke            | 1 × Kolbenmotor Pratt & Whitney R-1340-AN-1                             |
| Bewaffnung            | 2 × 7,9-mm-Maschinenkanonen 4 × 50 kg Bomben an Unterflügelaufhängungen |